# Uvedale Price

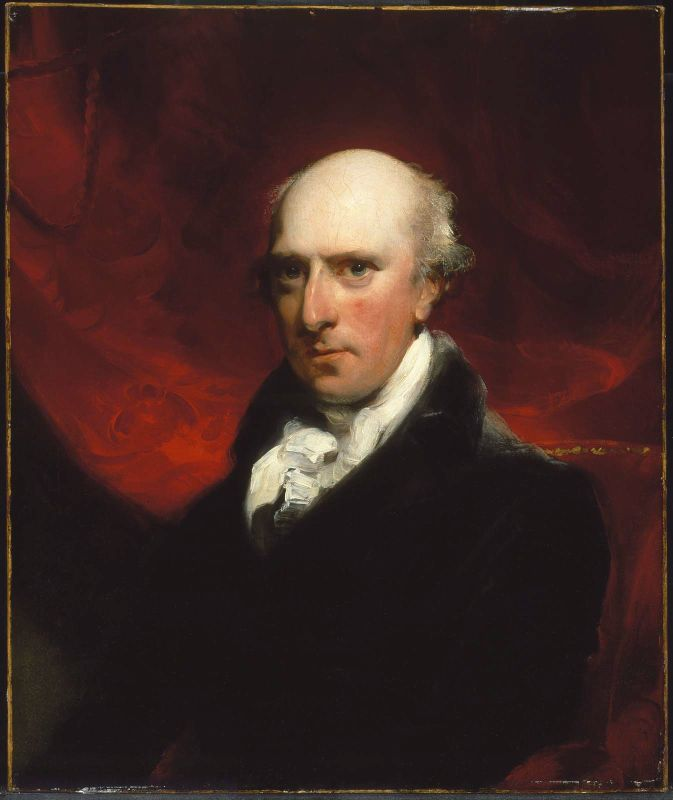
Sir Uvedale Price

Sir Uvedale Price (Yazor, Herefordshire, 14 april 1747 - Foxley, 14 september 1829) was een Engels landeigenaar en schrijver. Hij werd bekend met zijn werk over het "picturesque".

## Leven en werk
Price studeerde aan Eton College en Oxford University, en was daarna een bekende figuur in de Londense "society". Hij was bevriend met William Wordsworth en Elizabeth Barrett Browning. In 1768 vestigde hij zich op het familielandgoed te Foxley en ontwikkelde daar theorieën over de schoonheid van het landschap, die uiteindelijk bekend werden onder de naam "The Picturesque". Hij werd vooral bekend met zijn geschrift Essay on the Picturesque, As Compared with the Sublime and The Beautiful (1794), waarmee hij een breed debat in de Engelse kunstwereld op gang bracht. Het picturesque werd door hem gedefinieerd als een esthetisch ideaal, dat het midden hield tussen gewoon "mooi" en het sublieme. Price zag het als een instinctief gevoel van asymmetrische schoonheid, en plaatste het tegenover het klassieke symmetrische schoonheidsideaal.
Price publiceerde ook theoretisch werk over Oudgriekse en Latijnse uitspraak. In 1828 werd hij baronet. In 1829 overleed hij, 82 jaar oud.